# Marcé-sur-Esves
Marcé-sur-Esves település Franciaországban, Indre-et-Loire megyében. Lakosainak száma 251 fő (2022. január 1.). Marcé-sur-Esves Draché, La Celle-Saint-Avant, Civray-sur-Esves, Descartes és Sepmes községekkel határos.

## Népesség
A település népességének változása:
| Lakosok száma | 289  | 252  | 232  | 244  | 242  | 243  | 242  | 240  | 241  | 251  |
|               | 1968 | 1982 | 1990 | 2006 | 2013 | 2015 | 2017 | 2019 | 2020 | 2022 |